# Kazakh chinois
Le Kazakh chinois (chinois simplifié : 哈萨克马 ; chinois traditionnel : 哈薩克馬 ; pinyin : Hāsàkè mǎ), ou Hasake, est une race de chevaux de selle originaire de l'Ouest du Xinjiang, en Chine. De la même souche que le cheval Kazakh, il arrive dans cette région durant l'Antiquité. Plus grand et réputé plus résistant que le cheval mongol, il est aussi très polyvalent, puisque les Ouïghours de Chine l'emploient aussi bien à la traction qu'à la selle, au bât, ou même pour son lait et sa viande. Race native dotée d'une bonne diversité génétique, le Kazakh chinois compte encore plusieurs centaines de milliers d'individus, mais il est en déclin.  

## Histoire
Il est également nommé Hasake, et était autrefois appelé wusun. 
La présence de chevaux dans l'Ouest de l'actuel Xinjiang est ancienne, puisque l'installation des Kazakhs dans la région s'accompagne de l’arrivée de bons chevaux, en - 200. Le cheval Kazakh chinois a des ancêtres communs avec la race Kazakh présente notamment en Russie et au Kazakhstan,. Il est déjà mentionné sous la dynastie Han, dans des documents concernant les Wusun. Ces chevaux sont traditionnellement sélectionnés, élevés et utilisés par les Ouïghours. Il est possible que la race ait reçu l'influence du cheval mongol et du Turkoman.

## Description

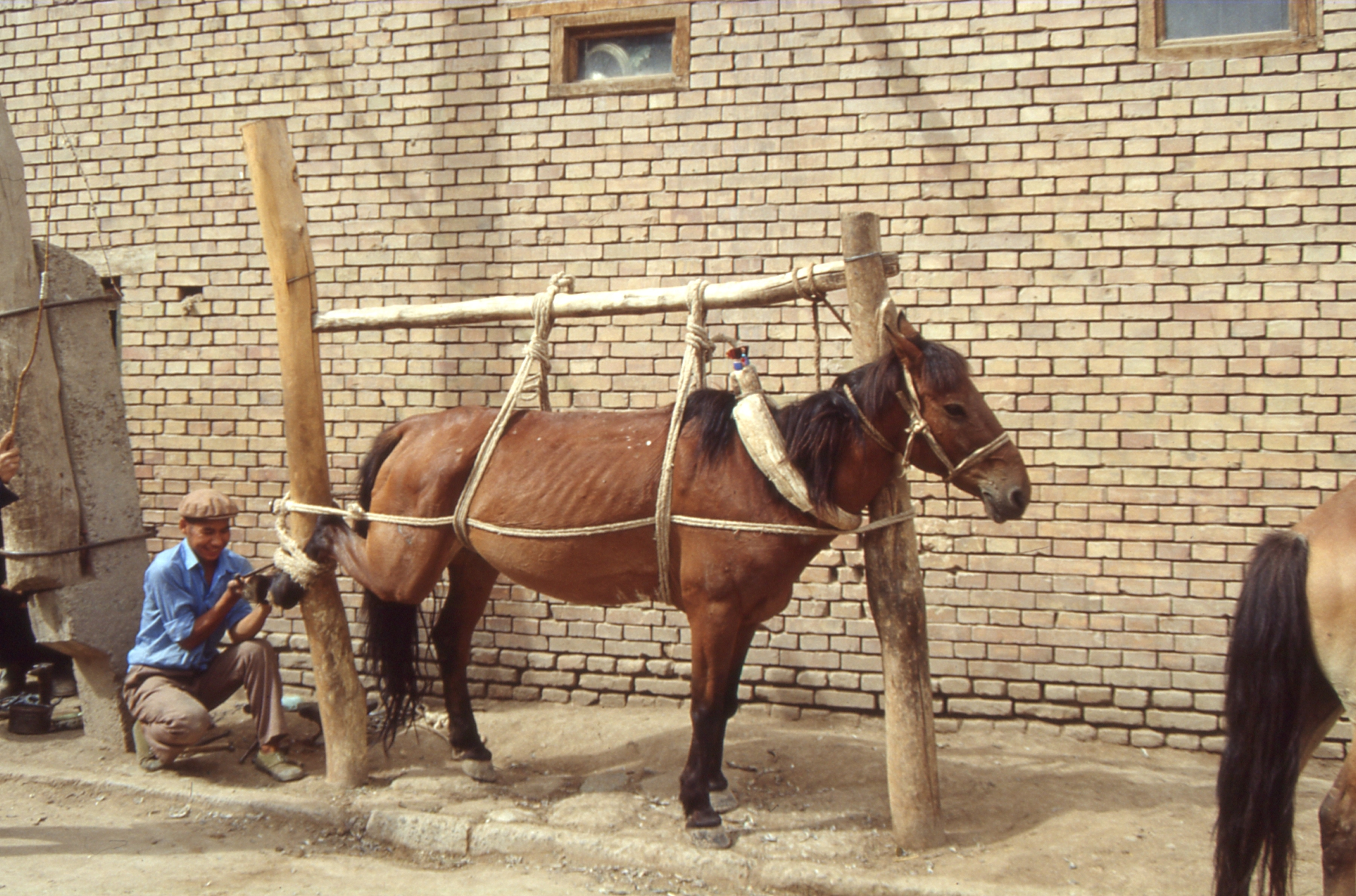
Probable cheval Kazakh chinois dans un travail à ferrer à Kachgar, en 1992

Il est plus grand que le cheval mongol, auquel il est apparenté, et considéré comme plus solide et résistant,. L'étude de l'université d'Oklahoma donne une taille moyenne allant de 1,32 m à 1,34 m, la FAO fournissant des mesures moyennes de 1,40 m chez les mâles et 1,34 m chez les femelles, et l'édition 2016 du dictionnaire de CAB International une fourchette de 1,32 m à 1,37 m. Le guide Delachaux donne une moyenne de 1,40 m.
L'apparence générale est celle d'un cheval plutôt allongé. La tête est de taille moyenne à massive, avec un profil légèrement convexe. Le dos est plat et les reins sont solides. Ses membres sont robustes et de bonne qualité, mais ses pieds plats constitueraient son point faible. 
La robe est unie, généralement baie, plus rarement alezane, noire, et plus rarement encore grise,.

### Tempérament, entretien et génétique
Il est très résistant au travail et à la rigueur de son environnement, tout particulièrement au froid, puisqu'il est capable de creuser dans plus de 30 cm de neige pour trouver sa nourriture. Au printemps, il reprend très vite du poids. Il peut porter une charge de 100 kg sur une distance quotidienne de 90 km. Les femelles sont réputées pour leur fertilité, pouvant donner naissance à 10 à 15 poulains au cours de leur vie, à raison d'un par an. Comme la plupart des races de chevaux de l'Ouest de la Chine, le Kazakh chinois jouit d'une bonne diversité génétique.

## Utilisations
Le Kazakh chinois est un petit cheval polyvalent, qui peut être attelé, monté ou bâté. La traction forme l'utilisation principale, d'après la FAO. Tous ces animaux peuvent être abattus pour leur viande. Les Kazakhs de Chine poursuivent aussi la tradition de la fauconnerie à cheval.
Les juments sont traites pour leur lait : lorsque la végétation est en croissance, elles sont traites pour la consommation humaine pendant la journée et nourrissent leur propre poulain durant la nuit. Les producteurs récupèrent en moyenne 500 kg de lait par lactation de cette manière.

## Diffusion de l'élevage
Le Kazakh chinois forme une race considérée comme commune,, et comme native de la Chine, précisément du Nord-Ouest de la région autonome du Xinjiang. Il est présent dans la préfecture autonome kazakhe d'Ili, les marches Nord des monts Tian et l'Ouest du Zhunkeer et de l'Altay, dans le Xinjiang. Bien que la race soit encore très répandue, les effectifs sont en diminution. En 1985, 500 000 chevaux sont comptabilisés pour la FAO. En 2006, le nombre de têtes est compris dans une fourchette entre 226 000 et 400 000, d'après la FAO. Le guide Delachaux annonce un effectif de 400 000 environ fin 2007.